# رودني كلارك
رودني كلارك (بالإنجليزية: Rodney Clarke)‏ هو مغني ومغني أوبرا بريطاني، ولد في 1978.

## وصلات خارجية
- رودني كلارك على موقع IMDb (الإنجليزية)
- رودني كلارك على موقع ميوزك برينز (الإنجليزية)